# 2x2
«2x2» («Два на два», «Дважды два»; в 2021—2023 годах встречался вариант «II×II») — общероссийский телеканал, эфирная сетка которого состоит преимущественно из мультфильмов и передач, рассчитанных на подростковую и взрослую аудиторию.
«2x2» начал пробное вещание в июле 1989 года на Московской программе ЦТ, став первым в истории СССР и России коммерческим телеканалом. Полноценное вещание началось 1 ноября 1989 года, затем появились собственные передачи и ведущие. Вещание на 3 ТВК завершилось 9 июня 1997 года, переместившись в дециметровый диапазон, на 51 ТВК, где он вещал с крайне низкокачественным контентом и преобладанием «Магазина на диване».
В 2003 году «2x2» переместился на 60 ТВК, после чего 50 % вещания занимала ретрансляция программ телеканала Fashion TV, однако уже через 2 года в эфирной сетке вновь начал преобладать «Магазин на диване».
С 1 апреля 2007 года под этим названием вещает телеканал, ориентированный на взрослую аудиторию в возрасте 11 — 44.
С 2014 года телеканал входит в состав холдинга «Газпром-Медиа». Претендовал на включение во второй мультиплекс цифрового эфирного телевидения России.

## История

### Июль—октябрь 1989. Пробный период
Канал был учреждён приказом Гостелерадио СССР как структурное подразделение в составе Генеральной дирекции программ (ГДП). В штате изначально было 6 человек, среди них: Сергей Александрович Алексеев (директор), Ольга Смирнова, Олег Щур (режиссёр), Ольга Лукасик (администратор), в августе, в качестве художника к коллективу присоединился Сергей Лавров. Пробное вещание на 3 ТВК в Москве и Московской области началось с июля 1989 года под наименованием «Коммерческий телеканал». Вещание производилось в дневное время, так как вечером на той же частоте вещала государственная «Московская программа ЦТ». Продолжительность эфиров «Коммерческого телеканала» была нефиксированной. В распоряжении сотрудников была лишь маленькая комнатка № 115 за баром в АСК-3 (телецентр «Останкино») и две аппаратные, эфирная и монтажная.

### 1989—1997. Информационно-развлекательный канал
Название «2x2» было придумано коллективом примерно в конце июля 1989 года, тогда же Сергеем Лавровым (единственным в коллективе художником) был выработан общий стиль телеканала и первоначальный вариант эмблемы, который с небольшими изменениями существует до сих пор. С 1 ноября 1989 года телеканал начал вещание под собственным именем на частоте «Московской программы ЦТ», впоследствии — «МТК». В вечернее время (с 18:00 до 23:00) транслировался телеканал «МТК», учредителем и вещателем которого являлась сначала РГТРК «Останкино», затем АО «РМТРК „Москва“». Смысл названия «2х2» в начале деятельности телеканала объяснялся как «пропорциональное предоставление эфира для рекламы и других программ по принципу 50×50», ввиду того, что реклама там одновременно выступала и источником финансирования, и формой функционирования.
В 1993 году 2х2 впервые вышел на спутник, результатом чему стала ретрансляция (в записи) его передач некоторыми региональными партнёрами. До выхода на спутник телеканал вещал лишь в Москве и Московской области, и через собственные передатчики в Твери и Рязани, с доставкой сигнала в реальном времени по наземным РРЛ.
В 1995 году, по социологическим опросам, 1-й канал Останкино, затем ОРТ значительно уступали в дневное время телеканалу 2x2. На момент закрытия старого 2х2 (весной 1997 года) ситуация с рейтингами в утреннее и дневное время изменилась в пользу ОРТ, а среднесуточная доля смотрения канала составляла примерно 1 % телеаудитории, что было эквивалентно тогдашним показателям дециметровых СТС и REN-TV, а также тогда ещё метрового Пятого канала; аналогичные рейтинговые проблемы были у вещавшего в вечернее время на той же кнопке московского канала МТК.
Вещание 2х2 на 3 ТВК завершилось ровно в полночь в ночь с 8 на 9 июня 1997 года в связи с истечением срока лицензии номер 15 от 8 июня 1992 года, выданной на 5 лет. С 7:00 МСК 9 июня телеканал уступил своё место на «третьей кнопке» новым телеканалам «Московия» и «ТВ Центр», переместившись в дециметровый диапазон, на 51 ТВК, где с 7:00 до 11:00 и с 19:00 до 3:00 — по будням и с 9:00 до 14:00 и с 19:00 до 3:00 — по выходным вещал «Муз-ТВ» (в печатных телепрограммах указывались только передачи, подчиняющиеся непосредственно Муз-ТВ). На 51 ТВК 2х2 вещал с 11 до 19 часов — по будням и с 14 до 19 часов — по выходным, с крайне низкокачественным контентом и преобладанием «Магазина на диване».
26 июля 1997 года телеканал прекратил вещание на Москву и Московскую область на 51 ТВК. Долгое время после закрытия старого 2х2 просуществовала фирма «2х2-Телемаркет», которая являлась эксклюзивным владельцем прав на ряд фильмов, документальных программ, мультсериалов и телесериалов, транслировавшихся каналом до 1997 года, на территории России. Позже АФК «Система» приобрела телеканал 2х2.
Сетка вещания
На начальном этапе работы 2х2 не имел денег на производство и закупку программ, вследствие чего сетка вещания наполнялась материалами, добывавшимися благодаря личным связям и возможностям его руководителей. В эфире показывались получасовые и более рекламные блоки, рекламный клип компании «Видео Интернешнл», современные советские и зарубежные музыкальные клипы и мультфильмы (в частности, советского ТО «Экран»), позже (в декабре 1991 года) был показан и далее многократно повторялся телесериал «Капитан Пауэр и солдаты будущего». Также транслировался сериал «Я — шпион». В эфире во время рекламы транслировались музыкальные клипы «All She Wants Is» группы Duran Duran, «Always on My Mind» группы Pet Shop Boys, «Assez!» группы Niagara, «Everywhere» группы Fleetwood Mac, «Around My Heart» певицы Сандры, «Soldier» певца Томаса Андерса, «Mon mec à moi» певицы Патрисии Каас, «Don't Stop the Dance» певца Брайана Ферри, а также фрагменты концерта группы Space в Москве. Кроме того, на 2х2 показывались и подборки отечественных клипов, начиная с клипа Олега Бескровного «А в сердце стук» (главным героем этой подборки был Игорь Тальков). Среди других показываемых каналом видеоклипов были клипы театра песни Аллы Пугачёвой от компании «Видео Интернешнл», «Бухгалтер» группы «Комбинация», «Арабское золото» группы «Забытый разговор», «Улица любви» и «Ксюша» Алёны Апиной. В передаче «Афиша» с диджеем Алё-Алёной, в которой также транслировались видеоклипы российских исполнителей, таких, как Богдан Титомир и Олег Газманов. С первого дня вещания выходила передача Сергея Щелкановцева — «Батуалло!».
Отсутствие жёсткой сетки вещания и формат шестикратного повтора одного и того же блока развлекательных передач и рекламы, являвшиеся следствием ограниченных финансовых возможностей и небольшого количества передач в распоряжении 2х2, во многом сыграли свою роль в росте его популярности. Канал вещал в формате так называемого «фонового телевидения», при просмотре которого зритель мог не обращать внимание на картинку, показываемую на экране, или и вовсе начать смотреть телеканал с любого момента, не отлавливая специально ту или иную телепрограмму. На 2х2 часто были настроены телевизоры в офисах, магазинах, кафе и прочих общественных местах и учреждениях. На тот период времени 2х2 был единственным отечественным телеканалом, на котором часто показывали музыкальные клипы, что сильно выделяло его на общем фоне нескольких имеющихся советских телеканалов. Телеканал пользовался огромной популярностью у советских школьников, которые чаще всего, в ожидании 20-минутного показа музыкальных клипов, просматривали и рекламные блоки, длящиеся порой и по 40 минут без перерыва. По данным опроса 586 старшеклассников московских школ, проведённого в конце 1991 года, канал вышел в лидеры по популярности: его смотрело 34,16 % респондентов.
С июня 1990 года по 31 мая 1992 года на телеканале транслировались передачи британского телеканала Super Channel. Одной из таких передач была Blue Night. Доля их в эфирной сетке практически сразу же стала внушительной — транслировались одно-двух часовые подборки видеоклипов (программа All Mixed хит-парад SPIN WIN, составленный из современных популярных клипов), тематические передачи (музыка, мода, спорт), кинофильмы. Транслировались и некоторые познавательные передачи, в том числе и производства Discovery Channel, среди которых — «После 2000 года».
Со 2 июля 1992 года на телеканале вместо дневного показа художественных телефильмов Центрального телевидения стали осуществлять повторные показы сериалов, идущих на МТК, первым из которых стал «Никто, кроме тебя». Позднее в сетке вещания и 2х2, и МТК в «детское» время присутствовал австралийский телесериал «Шансы», который из обычной мелодрамы постепенно перешёл в более откровенный эротический жанр. Сериалы переводил за кадром переводчик-испанист Никита Винокуров. Кроме того, канал демонстрировал в эфире аниме «Макрон 1», «Космический рыцарь и звёздные шерифы» и «Вольтрон».
Начиная примерно с 1992 года на телеканале начала выходить передача о тяжёлой и рок-музыке «Зелёный Коридор», производства продакшн-студии «BIZ Enterprises» предпринимателя Бориса Зосимова. В дальнейшем музыкальная политика телеканала практически полностью перешла под контроль этого человека, следствием чему в 1993 году стало подписание руководством телеканала контракта с владельцами телеканала «MTV Europe» на ретрансляцию некоторых программ телеканала (например, в ночь на 1 января 1994 года был показан концерт группы ABBA). Поначалу клипы из европейского эфира MTV транслировались в течение дня между сериалами и прочими программами. В первое время записи эфиров MTV транслировались довольно часто, включая VJ-блоки, зачастую даже без перевода. Среди программ были и серии мультсериала «Бивис и Баттхед». Вскоре места клипов MTV всё больше стали занимать оплаченные клипы российских исполнителей, таких, как Влад Сташевский и Евгений Кемеровский. К лету 1994 года осталась ежедневная часовая подборка клипов из эфира MTV (выходила после полудня), которая вскоре также исчезла. Музыкальные клипы, но уже не из эфиров MTV, изредка транслировались и в дальнейшем, всё так же в перерывах между сериалами.
Несмотря на то, что некоторые идеи Зосимова себя не оправдали, он и в дальнейшем продолжил занимать часть эфира на 2х2, создав телекомпанию-производителя «BIZ-TV». В её рамках выходил ряд музыкальных программ и фактически — формировалась практически все музыкальная составляющая канала. Также в рамках этого проекта в эфир выходила передача «Забытые имена», посвящённая советской эстраде, позднее переехавшая на канал «ТВ-6», где выходила в эфир в рамках программы «Диск-канал» как «Крутятся диски». Ведущими передачи были Кирилл Немоляев и Николай Семашко. С сентября 1993 года на канале стала выходить передача «Комильфо», посвящённая светской жизни Москвы, ведущая передачи — Алена (Елена) Дурнева. В 1993—1994 годах на 2x2 регулярно показывали также рекламные ролики организации «Greenpeace», и потому в эфире этого телеканала можно было часто видеть Джоанну Стингрей и Бориса Гребенщикова. В 1993 году появились информационные выпуски новостей (сначала они шли в середине каждого часа, реже — в конце завершающегося часа, позднее — в начале каждого часа, в формате коротких новостных блоков). Также транслировалась получасовая еженедельная передача Аум Синрикё.
С 1992 по 1994 год включительно на телеканале транслировались новости BBC, CBS, ITN и Worldnet в утреннее и вечернее (до 18:00) время, причём один из утренних выпусков всегда транслировался без перевода. На русский язык выпуски переводил синхронист, переводчик VHS Пётр Карцев, также работавший на ТВ-6. Позднее в утреннем эфире канала стала демонстрироваться программа собственного производства «С 7 до 9» (по выходным — «С 9 до 11»).
В 1994—1995 годах телеканал достиг пика популярности ввиду разнообразной эфирной сетки вещания и наличия в ней таких программ, как «Денди — Новая реальность», и таких мультсериалов, как «Черепашки-ниндзя». В основу творческой концепции телеканала был положен принцип «семейного вещания», рассчитанного на каждого члена семьи, со своими вкусами и пристрастиями. Так, предпринимателям адресовались рекламные блоки, детям — мультфильмы и мультсериалы, домохозяйкам — мыльные оперы, молодёжи — музыкальные клипы и передачи. Слоган тогдашнего 2x2 звучал как «Просто мы работаем для Вас! Телеканал 2х2». Позже, в 1996 году, впервые в России начался показ аниме «Сейлор Мун — Луна в Матроске». Продолжился показ теленовелл мексиканского производства.

### АСТ-2x2
Реализацию этого проекта «Телеканал 2х2» начал в августе 1995 года на базе собственной сетки дневного вещания. Этот проект предусматривал распространение телепрограмм из Москвы через систему спутниковой связи на всю территорию России, стран СНГ, до мест компактного проживания русскоязычного населения (страны Балтии, Болгария, Израиль, Кипр). К середине 1996 года были успешно завершены несколько этапов реализации проекта, что позволило перейти на вещание в объёме 17,5 часа в сутки, жёсткому сетевому программированию, сформировать основы сети. Телеаудитория в России, получавшая программы АСТ, составляла 25 миллионов человек (214 городов и населённых пунктов, исключая московский регион) и 24 миллиона человек в странах СНГ. После закрытия 2х2 в 1997 году канал АСТ-2х2 не исчез из телеэфира и в течение некоторого времени показывал новости с «ТВ Центра».
4 мая 1998 года АСТ-2х2 был заменён на принадлежавший «Газпрому» канал «Прометей АСТ», который в 2002 году (преимущественно по причине перехода к «Газпром-Медиа» телеканалов НТВ и ТНТ, а также спутникового оператора «НТВ-Плюс») был преобразован в АСТВ и затем — полностью поглощён интернет-порталом Rambler. В январе 2003 года вместо АСТВ был создан познавательный канал «Rambler Телесеть», чья региональная сеть вещания в 2007 году была передана уже новому 2х2.

### 2002—2007. Магазин на диване
27 февраля 2002 года телеканал 2х2 выиграл конкурс на 43 ТВК в Москве с концепцией «Магазин на диване». Первоначально запуск телеканала был запланирован на 11 ноября 2002 года, однако был перенесён, так как выяснилось, что Московский региональный центр (Останкинская телебашня), занимающийся распространением сигнала центральных телеканалов, будет готов начать оказывать свои услуги каналу 2х2 только с января 2003 года. Затем выяснилось, что на работу передатчика 2х2 на 43 ТВК оказывают влияние радиоэлектронные средства одной из частей Минобороны Российской Федерации. Запуск 2х2 перенесли на 3 января 2003 года, но и он тоже не состоялся.
В апреле 2003 года прошли тестовые испытания вещания на 44 ТВК, которые показали, что она подходит для вещания, однако она была запущена несколькими годами позднее для вещания петербургского «Пятого канала» в Москве. Через месяц, в мае, члены межведомственной рабочей группы, составленной из представителей Минобороны, Минсвязи и РТРС, пришли к выводу, что каналу 2х2 будет выделена для вещания 60 ТВК. 7 июля 2003 года канал начал вещать на 60 ТВК в Москве в экспериментальном режиме. С 1 сентября того же года телеканал стал полноценно выходить в эфир. Юридически новый 2х2 не был связан со старым телеканалом, закрытым в 1997 году — его учредителем стало ЗАО «Телеканал 2х2-Москва».
В феврале 2006 года телеканал 2х2 приобретается холдингом «ПрофМедиа». 3 октября 2006 года новые владельцы представили его обновлённую концепцию вещания. В свою очередь, в начале 2007 года компания «TV Club», ещё весной 2005 года арендовавшая всю сетку вещания канала, решила запустить свой телеканал на базе 2х2. Первыми канал увидели только жители Москвы и Подмосковья благодаря кабельной сети «АКАДО», а уже вскоре канал стал доступен по всей России.
Сетка вещания
С первых дней вещания «возрождённого» 2х2 большую часть эфирного времени телеканала составляли передачи популярного телеканала о моде «Fashion TV» и
Новый 2х2 определял свою концепцию как «телевидение для активного потребителя», своеобразный телевизионный путеводитель по рынку товаров и услуг. Согласно прописанной концепции, 50 % вещания «нового» канала 2х2 занимала ретрансляция программ «Fashion TV» и клипы отечественных исполнителей производства продакшн-студии «Трудное Детство». Название передачи носило имя популярной песни Владимира Маркина «Сиреневый туман». Программы собственного производства предназначались для молодёжной аудитории. Канал ориентировался на аудиторию до 45 лет с доходом выше $300, уделяющих большое внимание своему жизненному стилю. В соответствии с концепцией телеканал принципиально отказывался от введения в свою сетку вещания информационных, социальных, общественно-политических или криминальных программ.
В 2004 году телевизионный канал «Style TV» заключил с 2х2 договор о долгосрочном сотрудничестве. В этом же году на частоте телеканала ретранслировались программы сетевого партнёра — телеканала «Style TV» с логотипом 2х2 (прерывая вещание на телемагазин).
К 2005—2006 годам наступило критическое время на канале: телемагазин практически полностью вытеснил остальные передачи из сетки вещания (логотипа не было, заставки с указанием свидетельства о регистрации СМИ появлялись только перед музыкальными клипами). В основном в сетке вещания тогдашнего 2х2 присутствовали презентации товаров от телемагазина «TV Club». Эфир телемагазина был разбит на тематические рубрики: от кухонных товаров до фитнес-тренажёров. В ночь с пятницы на субботу на канале транслировались художественные фильмы и сериалы. Также в сетке вещания транслировались музыкальные клипы.

### С 2007 года. «Первый анимационный»

Логотип телеканала с 1 апреля 2007 по 29 февраля 2008 года

1 апреля 2007 года на 2х2 происходит окончательный ребрендинг, и телеканал переходит на новый формат вещания. Последовала смена руководства и штата, было проведено изменение логотипа и графического оформления. Телеканал стал позиционировать себя «первым российским анимационным каналом для взрослых». В основу сетки вещания телеканала легли наиболее известные представители взрослой анимации. На старте телеканала сетка вещания, визуальное и музыкальное оформление телеканала практически полностью копировали стиль американского телеканала Adult Swim.
Первые несколько месяцев анимационный 2х2 был представлен в Санкт-Петербурге, Москве и Подмосковье (в том числе и в пакете «Мостелекома», где вещание 2х2 осуществлялось ещё с 2005 года), а с июня началась его экспансия в регионы. Вещание канала в большинстве остальных регионов России было начато на месте закрытого «ПрофМедиа» и исчерпавшего себя познавательного канала «Rambler Телесеть».
К концу 2007 года анимационный 2х2 начал добиваться первых успехов — за 2 первых осенних месяца ему удалось нарастить свою аудиторию и опередить по числу молодёжной аудитории такие крупные каналы, как ТНТ, «MTV Россия» и «Первый канал». Позднее 2х2 удалось привлечь к себе возрастную группу, традиционно не смотрящую телевизор — молодых мужчин и тех, кто давно разочаровался в ТВ.
В 2008 году юридическое лицо ЗАО «Телеканал 2х2-Москва» было переименовано в ЗАО «Телерадиокомпания „2x2“». В 2010 году — перерегистрировано в ООО «Телерадиокомпания „2x2“».
С 2008 по 2013 год и в 2016 году телеканал проводил ежегодную акцию «Ночь анимации», которая представляла собой ночной непрерывный показ фестивальной мультипликации в кинотеатре «Октябрь» (в 2016 году — в кинотеатре «Синема Парк Ривьера») в Москве и кинотеатре «Мираж» в Санкт-Петербурге (только 9 октября 2009 года).
В начале 2009 года офис 2x2 стал располагаться в бизнес-центре «Даниловские мануфактуры» на Варшавском шоссе. До переезда там была текстильная фабрика.
14 сентября 2012 года 2x2 начал спутниковую трансляцию со сдвигами «+2 MSK» и «+5 MSK».
В феврале 2014 года, после приобретения холдингом «Газпром-Медиа» 100 % акций «ПрофМедиа», 2x2 наряду с телеканалами «Пятница!» и «ТВ-3» стал частью этой медиагруппы.
В марте 2015 года, после небольшой реорганизации, телеканал стал частью субхолдинга «Газпром-медиа Развлекательное Телевидение» (ГПМ РТВ), его офис (как и у родственных каналов «ТНТ», «ТВ-3» и «Пятница!») переехал в здание бизнес-центра «Diamond Hall».
1 января 2016 года телеканал уступил часть своих эфирных частот телеканалу «ТНТ4» (до ребрендинга — «ТНТ-Comedy»). Тем не менее, доля канала не претерпела значительных изменений, а покрытие осталось также федеральным и общероссийским, так как в большинстве крупных городов он и так ретранслировался только в кабельных сетях.
В ноябре 2016 года телеканал учреждает собственную Студию анимации, креативным продюсером которой стал Кирилл Данильченко, а генеральным директором — Анна Морякова. В штат студии вошли аниматоры, сценаристы и актёры озвучания из Серпухова и Тулы, ранее работавшие над «Кит Stupid Show», её продукция также стала выпускаться в стилистике данного мультсериала. 25 декабря 2022 года «Студия анимации 2x2» прекратила своё существование.
13 апреля 2017 года началась спутниковая трансляция 2x2 со сдвигом «+7 MSK» для жителей Дальнего Востока. В этом же месяце дубль «+5 MSK» был заменён на «+4 MSK».
10 апреля 2018 года на сайте телеканала появилась онлайн-трансляция, отличающаяся от эфирной версии вещанием в формате HD; ведётся для московского часового пояса (+0).
1 ноября 2019 года был запущен сервис «2х2 Медиа» (ранее — «2х2 Хаб»), в котором, помимо шоу собственного производства, также появились проекты Adult Swim, прежде не шедшие в телевизионном эфире 2х2. В начале 2021 года ввиду истечения контракта контент Adult Swim был удалён с сайта.
19 октября 2020 года канал перешёл на широкоформатное вещание (16:9).

Логотип телеканала с 16 августа 2021 по 1 октября 2023 года

16 августа 2021 года телеканал изменил свой логотип, его положение на экране, а также графическое и межпрограммное оформление. Дизайн логотипа был предложен программистом Иваном Толстокаровым из Саратова в комментариях официального сообщества телеканала ВКонтакте.
21 сентября 2023 года сменился генеральный директор. Место Дениса Всесвятского занял Дмитрий Лимарь. В его задачи входит перезагрузка бренда телеканала и обновление контентной сетки. Денис Всесвятский продолжает работать с каналом в качестве креативного директора и развивает проекты собственного производства.
1 октября 2023 года на телеканал вернулся прежний логотип, использовавшийся до редизайна 2021 года — теперь он отображается в верхнем правом углу экрана, по аналогии с большинством других телеканалов.
Сетка вещания

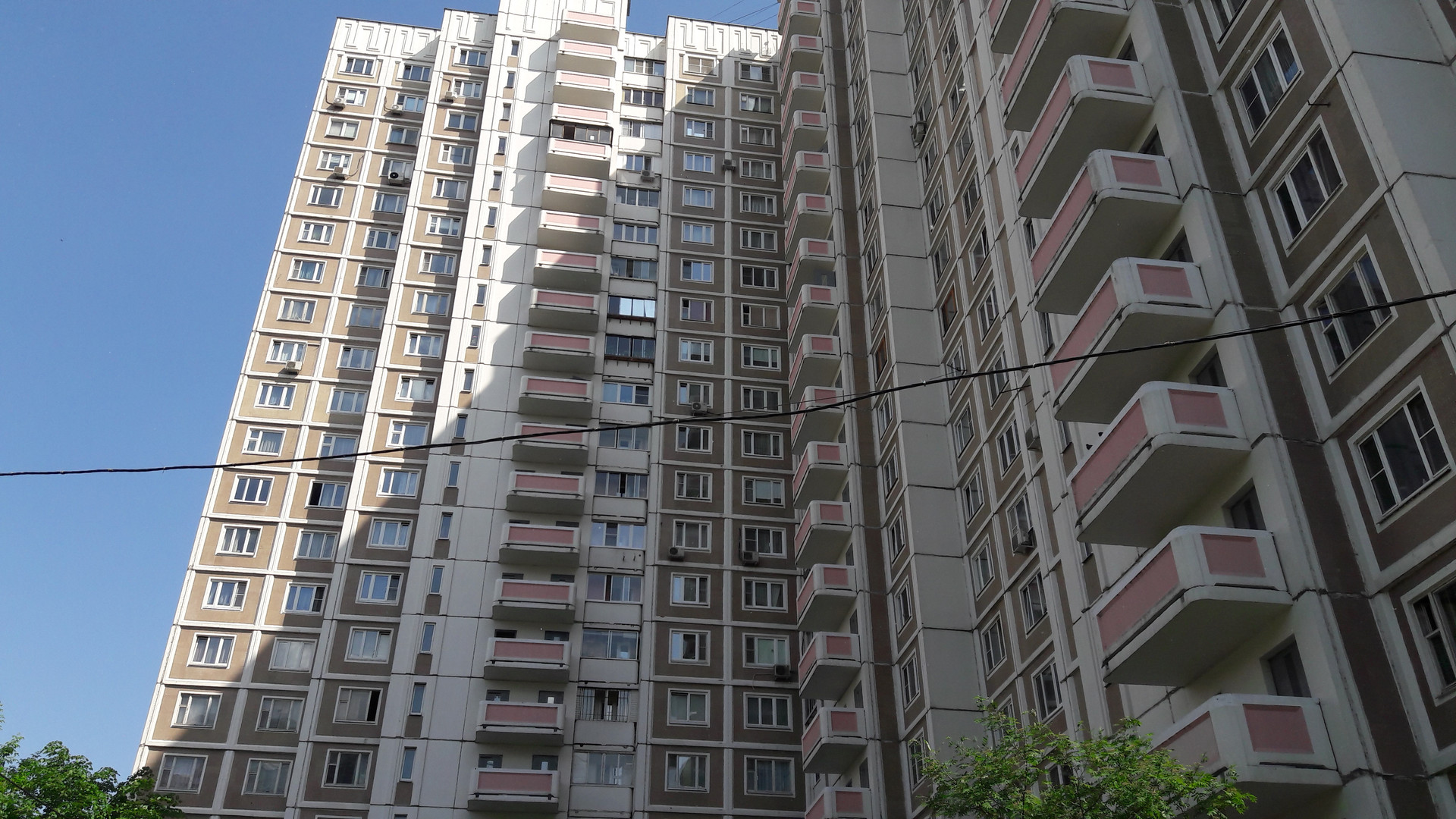
Бывшая штаб-квартира 2x2 (2006—2009)

С 19 по 31 марта 2007 года в эфире телеканала 2x2 транслировались фрагменты мультсериалов, после чего показывалось время выхода в эфир, а также промо-заставка со слоганом «Выключи мозг, включи 2x2!». Внизу находилась надпись «Демоверсия канала». Периодически она сменялась на число дней, оставшееся до запуска нового канала.
Показываемые на телеканале с 2007 года мультсериалы до 2х2 уже выходили на других российских каналах, например, «Симпсоны», «Футурама», «Гриффины» и «Южный Парк» (РЕН ТВ); «Джонни Браво» и «Пинки и Брейн» (СТС); «Мультреалити» (ТНТ); «Царь горы» (ТВЦ); «Бивис и Баттхед», «Дарья», «Звёздные бои насмерть», «Стрипперелла» и «Happy Tree Friends» (MTV Россия). В дневное время стал идти показ семейного блока, большинство сериалов которого предназначены исключительно для детей; в ночное время — блока анимационных сериалов для взрослой аудитории Adult Swim (среди них были «Робоцып», «Aqua Teen Hunger Force», «Пол-литровая мышь», «Братья Вентура», «Морлаб 2021», «Металлопокалипсис», «Шоу Брака» и другие).
Телеканал также стал первым, который стал привлекать знаменитостей к озвучиванию своих телешоу. Так, в переводе ряда сериалов («Южный Парк», «Царь горы», «Папский городок», «Пол-литровая мышь», «Робоцып», «Том идёт к мэру» и «Бесконтрольные») принимал участие известный российский переводчик Дмитрий «Гоблин» Пучков. Перевод нескольких других мультсериалов курировал журналист Михаил Козырев. Также в озвучивании принимал участие телеведущий Артём Шейнин («Злобный мальчик», «Доктор Кац», «Рино 911!» и др.). 21 мая 2008 года состоялась премьера мультсериала «38 обезьян», мужские роли в котором озвучил журналист Леонид Парфёнов. В свою очередь, 13 апреля 2009 года в России впервые вышел мультсериал «Гетто», часть его персонажей озвучили известные рэперы Василий Вакуленко (Ноггано) и Вадим Карпенко (QП).
В новогоднюю ночь с 2008 на 2009 год на 2x2 сразу после боя курантов показывали концерт с участием молодого авангардного композитора Николая Воронова, прославившегося в Рунете своей песней «Белая стрекоза любви». Кроме того, в рамках новогоднего концерта прошло выступление дрессировщика кошек Владимира Красноложкина и других артистов, прежде не показываемых на российском телевидении.
В июле 2009 года, после появления Романа Саркисова в качестве генерального директора и согласно условиям продления лицензии, телеканал начал развивать неанимационное направление: теперь на нём также транслируются игровые телесериалы (изначально в специальном ночном блоке 2x2|new). В большинстве своём это сатирические или пародийные шоу со своим особым, в некотором смысле даже абсурдным, нестандартным юмором. Одними из первых закупленных телесериалов стали «Не та дверь» и «Кролик Грег».
15 июня 2010 года на телеканале состоялась премьера короткометражного YouTube-сериала «Mr. Freeman». Показывался каждые понедельник и пятницу в 00:00.
Начиная с осени 2010 года телеканал запускает в эфир проекты собственного производства, первыми из которых стали сатирическое шоу «Реутов ТВ» от творческого объединения «Письмошная» (ранее недолго шло на родственном канале «MTV Россия»), передача сатирических новостей «Hobosti 2х2» и авторские анимационные сериалы «School 13», «Пыхчево» и «Атомный лес». Все перечисленные проекты прекратили своё существование в разные годы по тем или иным причинам, в том числе и вследствие вышеупомянутой смены владельца 2х2.
30 ноября 2010 года объявлено, что с 5 февраля 2011 года телеканал начал демонстрацию программы WWE RAW. О получении двухлетнего контракта была объявлено на wwe.com. Руководство WWE также положительно высказалось по поводу возвращения демонстрации программ WWE на российском телевидении.
После наступления валютного кризиса в России новому руководству телеканала стало невыгодно заказывать авторские мультсериалы, и в ноябре 2014 года на канале начал выходить Flash-мультсериал из сети Интернет под названием «Кит Stupid Show». Его создатель Кирилл Дальниченко (в прошлом — игрок команды КВН «Четверо смелых» из Серпухова) ранее сотрудничал с каналом, год назад представив ему свой другой сериал — «ФизФак». Помимо этого, основу собственного производства 2х2 стали составлять обзоры кинофильмов, сериалов и видеоигр: «Бессмертное кино», «Смотрящий», «Level Up».
Параллельно с этим 2х2 начинает трансляцию мультсериала «Рик и Морти» производства Adult Swim, при этом закупив любительскую закадровую озвучку видеоблогера Дмитрия Карпова (Сыендук). Впоследствии Карпов начинает более плодотворно сотрудничать с телеканалом, в том числе в плане закадрового ведения обзорной программы о трендах в кино, видеоиграх и не только — «Эпик файлы 2х2».
С августа 2016 года начинают выходить проекты Студии анимации 2х2 Кирилла Данильченко: «Подозрительная сова», «МульТВ», «Осторожно, земляне!», «Бурдашев» и другие.
После того, как в сентябре 2016 года место директора 2х2 занял Денис Всесвятский (бывший директор департамента промо и маркетинга), с 2017 года на телеканале начали появляться новые проекты. Так, с 15 июля был введён ночной блок авторских короткометражных фильмов и мультфильмов «Чёрное зыркало». 31 августа телеканал начал отмечать так называемый «День унылого бревна», приуроченный к окончанию лета. В его рамках на телеканале транслируются марафоны аниме, в частности, сериала «Ванпанчмен». 6 сентября состоялась премьера мультсериала Disney Television Animation «Рассол и Арахис», в дубляже которого принимали участие преимущественно сотрудники 2х2. Помимо этого, в том же 2017 году на телеканале в межпрограммном пространстве транслировались эпизоды мультсериала «Знакомьтесь, Боб» с одноимённого YouTube-канала.
С 6 апреля 2019 года вместо трансляций рестлинга WWE телеканал начал закупать записные поединки латиноамериканских рестлеров «Lucha Underground».
16 августа 2021 года сетка вещания телеканала претерпела некоторые изменения. В неё были включены короткие передачи, которые представляли Интернет-блогеры: «Аруто ТВ» с Екатериной «Мирасоль» Недорезовой (тематический блок о японской культуре), «Анкорд ТВ» с Вячеславом Козловым (новости из мира аниме), «Чак ТВ» с Даниилом «Chuck Review» Лазаренковым (рассказ о кинопремьерах канала) и «Топлес ТВ» с Яном «Топлесом» Лапотковым (научпоп). По пятницам начало выходить «Вечернее супер-тейковер-пати-лайв-шоу», в рамках которого сотрудники телеканала предваряли показ новых и культовых телесериалов или мультсериалов.
В апреле 2022 года, в честь 15-летия с момента перезапуска в нынешнем формате, телеканал провёл «Месяц экспериментов». В течение всего месяца телеканал вещал по изменённой сетке вещания, транслируя как сериалы, фильмы и шоу, так и «неожиданный контент», прежде не демонстрировавшийся на канале (советские и российские фильмы, зарубежные сериалы, повторы некоторых программ с других телеканалов). В первые дни месяца все названия в программах передач и межпрограммных анонсах были скрыты и зашифрованы (примеры: «Гxxxxя xx бxxxxxxо» и «Сxxxxxxxxь мxxxxxxxй вxxxы»), в дальнейшем сетка была полностью раскрыта. Также телеканал запустил серию роликов «2х2 рекап», которая напомнила зрителям все вехи его истории за 15 лет.
Ввиду вторжения России на Украину и соответствующего ухода ряда иностранных компаний с российского рынка, телеканал лишился прав на десятки мультипликационных и игровых сериалов, шедших в эфире долгие годы, в том числе и с первых дней перезапуска (в их числе «Симпсоны», «Футурама», «Аватар: Легенда об Аанге», проекты Adult Swim и др.). Их место заняли китайские и южнокорейские дорамы и повторы сериалов от родственных 2х2 компаний (телеканалы ТВ-3 и ТНТ, онлайн-сервис Premier). После прихода на телеканал нового генерального директора Дмитрия Лимаря на канале усилилось собственное производство контента: были запущены развлекательные и молодёжные проекты с участием блогеров и звёзд спорта («Ешь, люби, косплей», «Инспектор 2х2», «Раз на раз», «По шарам», «Контракт на удачу», «Короли контента» и другие).

## 2х2.Медиа
В феврале 2020 года появилась первая информация о запуске платформы с новостями мира кино и анимации.
8 декабря 2020 года запустилась платформа «2x2.Медиа». Платформа исследует то, как поп-культура помогает человеку «взрослеть». «2x2.Медиа» отличает более авторский подход к материалам: кроме новостей, в издании также публикуются лонгриды, спецпроекты и кураторские подборки. «2x2.Медиа» рассказывает, как анимация, сериалы, кино, музыка, игры и разные формы современного искусства повлияли и продолжают влиять на миллениалов.

## Руководство

### Генеральные директора
| Имя                   | Годы работы |
| --------------------- | ----------- |
| Владимир Троепольский | 1991—1997   |
| Кирилл Лыско          | 2003—2006   |
| Наталья Вашко         | 2006—2008   |
| Андрей Димитров       | 2008        |
| Роман Саркисов        | 2008—2012   |
| Лев Макаров           | 2012—2016   |

С 2016 года функции генерального директора исполняет представитель управляющей компании «Газпром-Медиа Развлекательное телевидение».

### Директора
| Имя               | Годы работы        |
| ----------------- | ------------------ |
| Сергей Алексеев   | 1989—1991          |
| Денис Всесвятский | 2016—2023          |
| Дмитрий Лимарь    | с 21 сентября 2023 |

### Программные директора
- Виктор Литенко (1991—1996)[41][58][169]
- Лев Макаров (2007—2012)
- Елена Суханова (2012—2016)[170]
- Полина Бутенко (2016—2023)[142]
- Оксана Гура (с 2023 года)[171]

## Эфирное вещание
| Город      | Канал                                           |
| ---------- | ----------------------------------------------- |
| Москва     | 34 ТВК (с 11:00 до 12:00, DVB-T2)               |
| Биробиджан | 1 ТВК (с 00:00 до 02:00, совместно с ТНТ Music) |
| Кисловодск | 12 ТВК                                          |
| Чайковский | 6 ТВК                                           |

### Вещание прекращено (заменён)

#### На телеканал «Супер» с 1 января 2018 года
- Арзамас — 37 ТВК

#### На телеканал «ТНТ4» с 1 января 2016 года[173]
- Арзамас — 43 ТВК (с 12 декабря 2016 года возобновлено на 37 ТВК)[174];
- Ачинск — 50 ТВК;
- Березники — 23 ТВК;
- Воронеж — 31 ТВК;
- Москва — 60 ТВК;
- Находка — 60 ТВК;
- Невинномысск — 45 ТВК;
- Нижний Новгород — 49 ТВК;
- Первоуральск — 52 ТВК;
- Санкт-Петербург — 22 ТВК;
- Северодвинск — 53 ТВК;
- Сызрань — 56 ТВК;
- Уссурийск — 44 ТВК.

#### На телеканал «Пятница!» с 12 мая 2014 года[175]
- Миасс — 7 ТВК;
- Новомосковск — 21 ТВК.

## Резонансные ситуации

### С 2007 года

#### Конфликт с Россвязьохранкультурой
В начале марта 2008 года Россвязьохранкультурой телеканалу было вынесено предупреждение за «пропаганду культа насилия и жестокости, нанесение ущерба здоровью, нравственному и духовному развитию ребёнка, посягательство на общественную нравственность» из-за трансляции мультфильмов «Приключения Большого Джеффа» и «Happy Tree Friends». В случае, если в течение года телеканалом будет получено второе предупреждение, он может лишиться лицензии на вещание. В апреле 2008 года их канал на YouTube был приостановлен, однако позже его страница на YouTube была возвращена. После вынесения предупреждения канал прекратил трансляцию сериалов, разместив на своём официальном сайте сообщение: «Вы больше никогда не увидите „Маленьких лесных друзей“ и „Приключения Большого Джеффа“ и вот почему…» со ссылкой на новостной раздел сайта Россвязьохранкультуры.
На заглавной странице официального сайта 2х2 было организовано размещение сообщений зрителей в поддержку телеканала. В течение всего марта и апреля во время показа всех сериалов внизу на телевизионной картинке присутствовало сообщение: «День памяти маленьких лесных друзей и Большого Джеффа». Также в эфире канала появились множество тематических роликов и заставок, например: одна из заставок сообщала, что ввиду решения Россвязьохранкультуры, канал «2x2» вместо указанных сериалов решил продемонстрировать «старый добрый детский мультик» после чего следовали сцены из мультфильма (Луни Тьюнз) с Багзом Банни, в котором койота сбивает поезд, Багз Банни, стреляющий в своего противника из пушки в упор. На телеканале транслировались ролики с «могильными плитами», на которых было написано: «Маленькие лесные друзья» (1 апреля 2007 — 4 марта 2008) и «Большой Джефф» (3 июня 2007 — 4 марта 2008), а также в эфире появлялись фотографии животных с прикрытыми чёрной полосой половыми органами.
Гендиректор канала Роман Саркисов выразил сомнения относительно возможности обжалования решения, но изъявил желание предъявить Россвязьохранкультуре заключение независимой экспертизы на предмет наличия пропаганды насилия и безнравственности в снятых с эфира сериалах. Независимая экспертиза была проведена компанией «Версия» и она не выявила в мультфильмах призывов к насилию.
Лицензия на вещание телеканала истекла в октябре 2008 года, в связи с чем государственная комиссия должна была рассмотреть вопрос о её продлении не позднее сентября 2008 года. В соответствии с действующим законодательством, решение о продлении лицензии будет принято на основе соответствия вещания заявленному формату и отзывов зрителей. Незадолго до рассмотрения вопроса о продлении лицензии, в конце августа 2008 года «Российский объединённый союз христиан веры евангельской (пятидесятников)» (одно из течений протестантизма) подал на имя главы Генпрокуратуры Юрия Чайки жалобу на телеканал. Пятидесятники также заявили, что показанная каналом серия «Рождественские песенки от мистера Хэнки» мультсериала «Южный Парк» оскорбляет религиозные чувства христиан и иудеев, и требовали снятия с эфира этого мультсериала. Чуть позже добавились претензии к некоторым сериям «Футурамы», «Симпсонов», «Металлопокалипсиса», «Ленор», «Гриффинов», «Злобного мальчика», «Мультреалити», «Робоцыпа» и некоторых других. В частности, эксперты, привлечённые генеральной прокуратурой, утверждали, что эти мультсериалы вызывают «физические и нравственные страдания», «панику», «ужас» и «чувство страха». Это породило волну возмущения и протестов со стороны поклонников канала. Высказывались различные мнения относительно причин преследования телеканала.
Басманная межрайонная прокуратура провела экспертизу, которая признала экстремистским содержание одной из серий сериала «Южный Парк». По мнению поклонников телеканала и ряда официальных лиц, привлечённые эксперты были предвзяты и некомпетентны. В блогах была развёрнута кампания в поддержку телеканала. Прокуратура рекомендовала телеканалу снять указанные серии с эфира, объявив их экстремистскими. Отмечалось, что данные претензии могут стать причиной отказа в продлении лицензии.
После решения прокуратуры инициативу пятидесятников поддержали лидеры мусульманской общины Нижнего Новгорода. Русская православная церковь от конфликта устранилась. Руководитель службы коммуникации Отдела внешних церковных связей Московского Патриархата священник Михаил Прокопенко отметил, что «закрытие телеканала может стать чьей-то громкой победой, но едва ли это будет решением проблемы. <…> Я бы не сказал, что абсолютно все мультфильмы, которые идут на „2x2“, являются безнравственными».
Спустя две недели телеканал последовал рекомендации прокуратуры и снял с эфира «Южный Парк» и «Робоцып», а также проблемные эпизоды других сериалов. Тем не менее, руководство 2x2 заявило, что решение прокуратуры будет обжаловано в суде.
В сентябре 2008 года в Москве и Санкт-Петербурге поклонники канала организовали ряд акций в его поддержку. 15 сентября был организован сбор подписей в поддержку продления лицензии телеканала, по итогам которого собрали 34000 подписей. 13 сентября 2008 года прошёл пикет в Новопушкинском сквере. 20 сентября 2008 года прошла серия одиночных пикетов на Садовом Кольце. 21 сентября 2008 года прошёл пикет на Славянской площади и пикет в Саду Чернышевского, а также концерт в поддержку телеканала в московском клубе PLAN B. На концерт пришли более двух тысяч человек. Из-за такого скопления людей администрация клуба приняла решение о вызове милиции, и толпа была разогнана. 22 сентября 2008 года состоялся пикет в Новопушкинском сквере. В поддержку телеканала российские рэперы Ноггано и QP записали композицию «2x2».
24 сентября 2008 года Федеральная конкурсная комиссия по телерадиовещанию единогласно рекомендовала продлить телеканалу лицензию, а 16 октября Россвязькомнадзор продлил лицензию на вещание до 17 октября 2013 года. Как отмечал журнал «Фома», эти события лишь повысили популярность 2x2: «популярность „канала-мученика“ выросла невообразимо. Таким образом, „2х2“ остался в исключительном плюсе».
В конце ноября 2008 года на канал вновь напали: на этот раз предъявили претензии к мультсериалу «Крутой учитель Онидзука». Эксперты Россвязькомнадзора пришли к выводу, что мульт пропагандирует культ насилия и жестокости в форме педофилии (были показаны сцены с полуобнажёнными ягодицами 13-14-летних девочек). Несмотря на это, Россвязькомнадзор не стал выносить новое предупреждение каналу, поскольку каналу недавно была продлена лицензия на вещание «с учётом замечаний ведомства». Протестанты назвали эту позицию «антиобщественной и антигосударственной». Управделами Союза христиан веры евангельской (союз объединяет протестантские церкви России) Константин Бендас заверил "Ъ", что если Россвязькомнадзор «не отреагирует на экспертизы адекватно», то протестанты оставляют за собой право обратиться в суд и прокуратуру, причём не только против "2х2", но и против самого ведомства.
В 2009 году Басманный суд г. Москвы отменил предупреждение каналу. В 2009 году «Южный Парк» вернулся в эфир и, как правило, транслировался после 23:00. Многие проблемные эпизоды были убраны. Существовала цензура экстремистских и антихристианских сцен, несмотря на то, что в сериале часто затрагиваются более спорные темы.
Депутат Госдумы по вопросам семьи и детей Елена Мизулина подняла вопрос о запрете дневного вещания канала: «В майские праздники я следила, чтобы внуки — им 3 и 6 лет — не смотрели канал 2х2: там идут мультики, которые у взрослых вызывают отторжение. Вопрос в том, чтобы не прекратить их показ, а чтобы повысить их возрастную маркировку до „18+“ и перенести их показ на ночное время».

#### Цензура контента
После инцидента 2008 года в 2009—2012 годах канал начал производить цензуру старых мультфильмов (показываемых ранее на РЕН ТВ, ТНТ, MTV и собственных сериалов 2007—2008 годов). На новые серии цензура не распространялась. В июле 2009 года канал вырезал из транслируемой серии «Освободите Виллзиака» сериала «Южный Парк» сцену с участием Владимира Путина и персонажей, похожих на премьер-министра России и бывшего президента США, что было воспринято критиками как проявление самоцензуры, также была вырезана сцена курения наркотических веществ одним из второстепенных персонажей сериала, Полотенчика в серии «Полотенчик».
После вступления в силу в России закона «О защите детей от вредной информации» в сентябре 2012 года эфир канала претерпел изменения: поначалу цензура присутствовала даже в премьерных сериалах: в 22 сезоне «Симпсонов» в некоторых сериях с «Щекоткой и Царапкой» мультфильм был вырезан либо заклеен бегущей строкой или баннером (на баннере написано: «Отдохните от жестоких моментов с новой усовершенствованной цензурой 2х2»), а в 8 сезоне «Гриффинов» были вырезаны эпизоды с упоминанием наркотиков, гомосексуальности и насилия над детьми. Но с 29 октября 2012 года все серии с «Щекоткой и Царапкой» вместе с содержащими его сериями «Симпсонов», начали показывать в 00:20 в специальной ночной рубрике, где и состоялась премьера некоторых серий из 22 и 23 сезона. Также в 9 и 10 сезоне «Гриффинов» вырезанные серии отсутствуют. Теперь цензура касается почти всех «16+» и «18+»-сериалов, выпущенных до сентября 2012 года. Помимо ранее вырезанных сцен, «зашумлены» и другие слова: ругательства и оскорбления нематерного характера, названия и упоминания наркотиков, алкогольных напитков и т. д.
В июне 2013 года Роскомнадзор вынес предупреждение телеканалу за трансляцию мультфильма «Южный Парк». РКН отметил, что мультфильм пропагандирует «культ насилия и жестокости». На телеканале «2x2» заявили, что запросили в Роскомнадзоре материалы дела, относящиеся к проверке, и примут меры после ознакомления с делом, также канал отметил, что имеет маркировку «18+» и транслируется после 23 часов.
6—7 октября 2014 года в Москве прошёл X съезд Уполномоченных по правам ребёнка в субъектах РФ «Формирование государственной политики в области воспитания детей — приоритетная задача семьи, общества и государства». Центральным было выступление епископа Константина Бендаса, посвящённое вопросам безопасности детей в свете исполнения ФЗ «О защите детей от информации, причиняющей вред их здоровью и развитию». По мнению Бендаса, закон стал простой формальностью. Фильмы, программы, новостные сюжеты и анимационные сериалы, несущие прямую или косвенную пропаганду жестокости, насилия и нездорового образа жизни продолжают выходить в эфир. Бендас зачитал фрагмент из описания политики телеканала 2x2: «… создание телевидения нового поколения для вечно молодых взрослых, которые отрицают традиционные взрослые ценности и ведут активный образ жизни».
В мае 2017 года 2х2 отказался от показа серии «Симпсонов» Looking for Mr. Goodbart, в одной из сцен которой Гомер развлекался в церкви, играя в Peekimon Get (аналог Pokemon Go) на своём смартфоне. По словам пиар-директора телеканала Анастасии Шабловской, 2х2 не будет показывать «контент, который может скомпрометировать канал и вызвать неоднозначную реакцию в обществе». Заявление 2х2 было сделано после того, как серию раскритиковал представитель РПЦ протоиерей Андрей Новиков; впрочем, требование закрытия канала он не выдвигал. Спустя год, в апреле 2018 года, серия была показана на канале, но без включения вышеупомянутой сцены.
В сентябре 2022 года телеканал убрал из эфира третью серию сатирического кукольного сериала «Горемыки» «Законопослушный гражданин» (рассказывала о том, что в России «понятия выше закона», а заканчивалась «блатным» обращением к Федеральному собранию), позже проект пропал из онлайн-кинотеатра Premier.